# Landhaus Katharinenhof

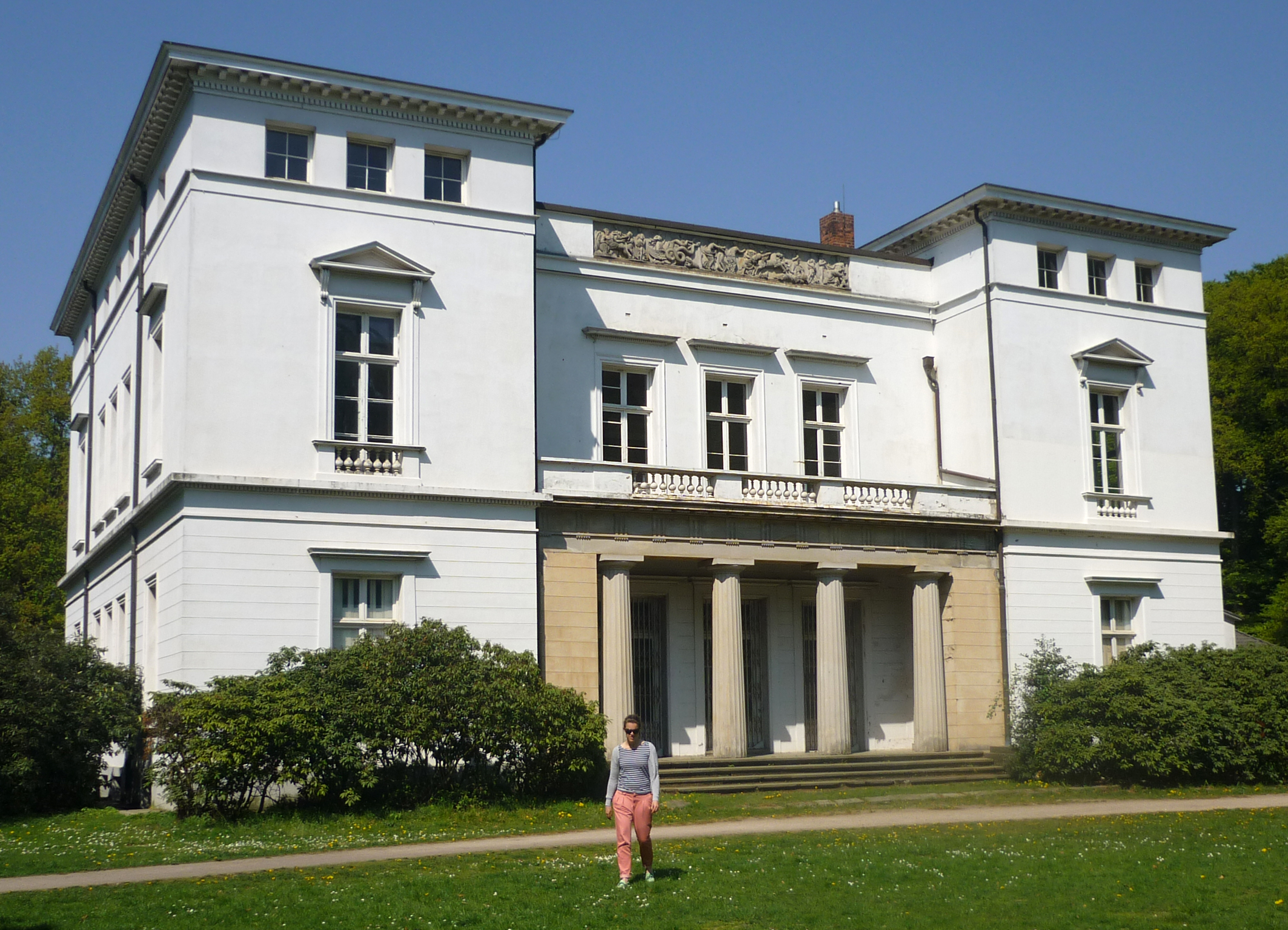
Das Herrenhaus Katharinenhof im Baurs Park (2011)

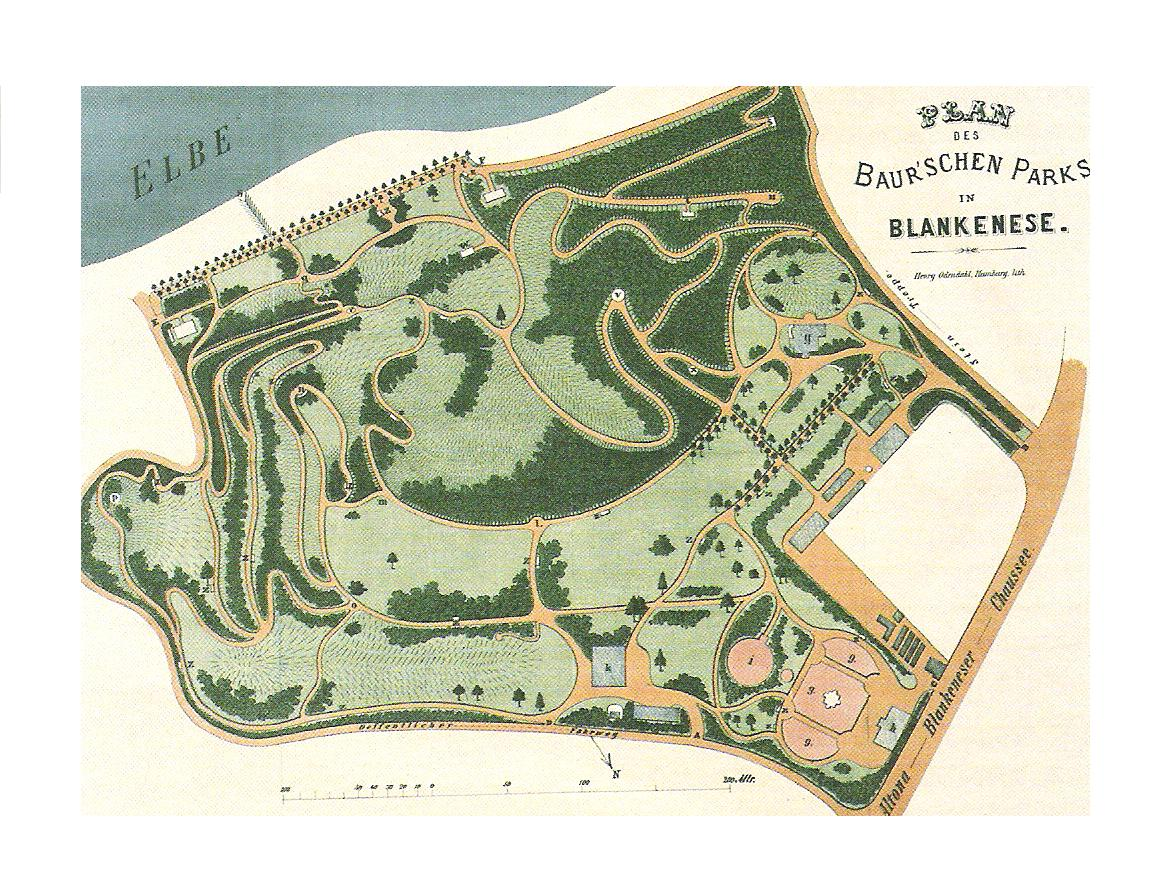
Plan des Baur’schens Parks mit Grundfläche Herrenhaus (k) um 1880

Das Landhaus Katharinenhof im Baurs Park ist neben dem Goßlerhaus und dem Hessehaus ein bedeutendes Herrenhaus in Hamburg-Blankenese. Das Gebäude am Mühlenberger Weg 33/35 steht seit dem 24. Januar 1940 unter Denkmalschutz.

## Geschichte
Auf einem in der Zeit von 1802 bis 1817 erworbenen Grundstück am Elbhang in Blankenese ließ der Altonaer Kaufmann Georg Friedrich Baur 1836 durch Ole Jörgen Schmidt und Johann Matthias Hansen eine Portikusvilla im spätklassizistischen Stil mit Stallung errichten. Der Villa ist zur Elbe, der südlichen Gartenseite, ein ovaler Rasenplatz vorgelagert, der sich nach Süden als halbkreisförmiger Blumengarten fortsetzte. Hier empfing Baur den damaligen Landesherrn Christian VIII. König von Dänemark und Norwegen und die Königin, als das Paar nach seiner Krönung am 28. Juni 1840 seine Provinzen besuchte.
1921 verkaufte die Familie Baur das Anwesen an den Reeder Leonhard Rudolf Müller, der das Herrenhaus nach seiner Tochter „Katharinenhof“ benannte. Bis 1939 blieb der Katharinenhof mit Remise in Privatbesitz. 1941 wurde der Bau Sitz des Luftgaukommandos XI und nach 1945 als Notunterkunft für Vertriebene und Ausgebombte genutzt. Saniert diente der Katharinenhof von 1950 bis 2005 als Ortsamt Blankenese, und das dazugehörige Kutscherhaus am Mühlenberger Weg 35 von 1955 bis 2005 als öffentliche Bücherhalle.
Das auch als „ehem. Landhaus Baur“ bezeichnete Gebäude ist zu unterscheiden vom Landhaus Baur, dem „Elbschlösschen“ in Nienstedten, das Georg Friedrich Baur 1808 von seinem Neffen aus dem Nachlass seines verstorben älteren Bruders Johann Heinrich (1767–1807) erwarb und wo er zur Sommerszeit von 1829 bis 1836 während der Bauzeit seines Blankeneser Landsitzes wohnte.

## Architektur

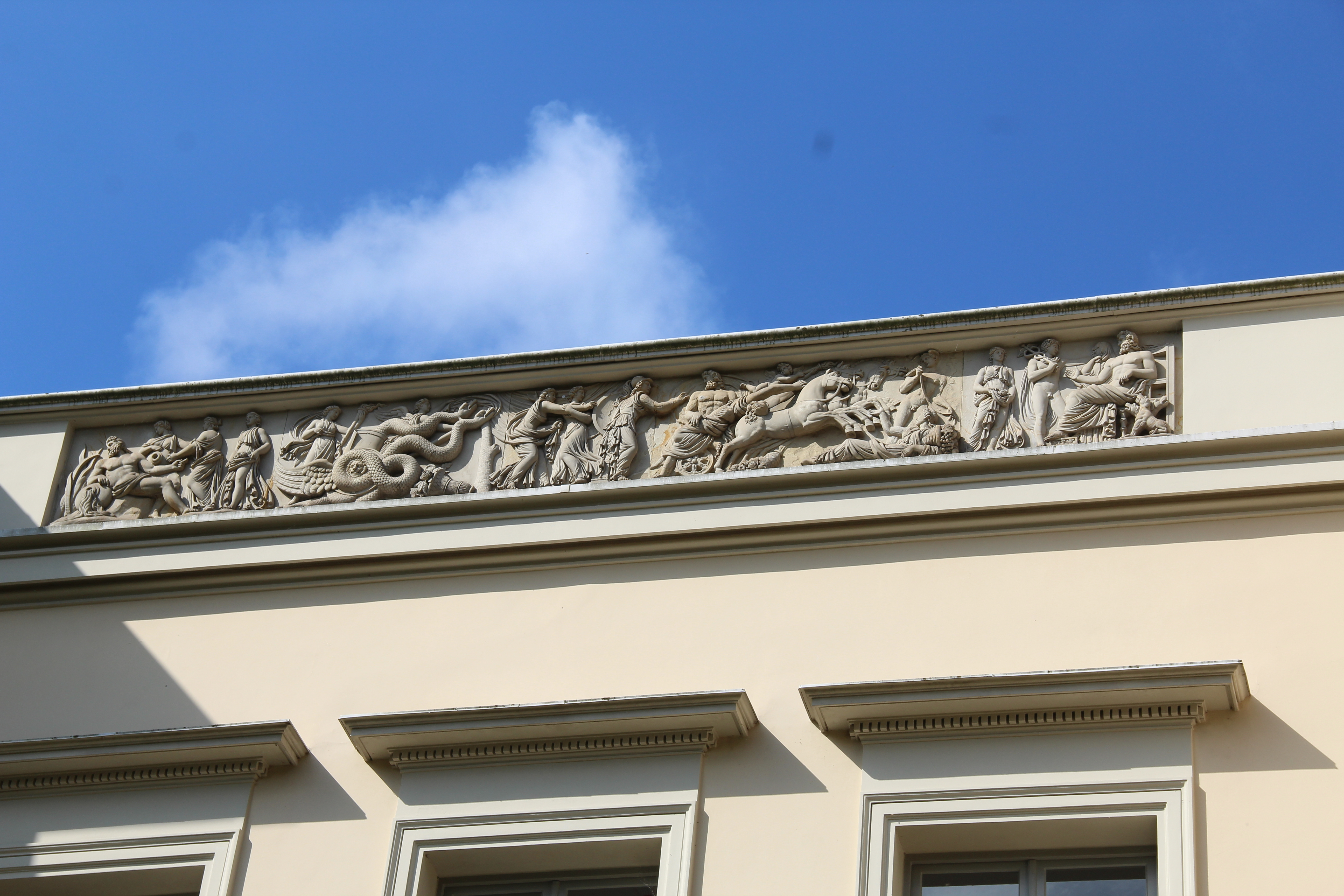
Persephone-Fries

Der zweigeschossige Putzbau weist zur Gartenseite an den Seitenenden zwei zweieinhalbgeschossige repräsentative Seitenrisalite auf, zwischen denen sich im Erdgeschoss eine Loggia mit vier dorischen Säulen und einem Triglyphenfries und darüber ein Altan mit einer Balustrade aus steinernen Balustern befinden.
Die Attika über der Rückwand des Altan ist mit einem aufwendigen Relief in Sandstein mit dem Raub der Persephone (Proserpina) aus der römischen Mythologie verziert. Proserpina, Tochter des Göttervaters Jupiter (gr. Zeus) und der Ceres (gr. Demeter), der Göttin des Ackerbaus und der Fruchtbarkeit, wird von Hades, dem Gott der Unterwelt, entführt. Ceres vereinbart mit ihm, dass Proserpina den größten Teil des Jahres auf der Erde verbringt.

## Heutige Nutzung
Im April 2009 wurde der Katharinenhof im Gebotsverfahren an eine Firma aus dem Luftfahrtsektor veräußert. 2017 erhielt der Blankeneser Unternehmer Peter Bishop für 350.000 Euro den Zuschlag der städtischen Immobilie unter der Auflage, das heruntergekommene Gebäude fachgerecht sanieren zu lassen. Trotz 2009 bis 2016 erhaltener Fördermittel des Bundes (Bundesministerium für Bildung und Forschung) erfolgte die vollumfängliche Sanierung nicht. Mitte Juli 2022 wurde bekannt, dass die Immobilie für 4,5 Mio. Euro an Jan Fischer, den Inhaber von DKV Mobility weiterverkauft wurde, der eine Sanierung innerhalb von zwei Jahren ab Baugenehmigung zusagte. Seitdem ist ein Teil des Bauers Park, auf dem sich die Immobilie befindet, für die Öffentlichkeit abgezäunt. Angeblich – so das Hamburger Abendblatt im Januar 2024 – hindern behördliche Auflagen die Fortführung der Sanierung und das Gebäude verfällt weiterhin. Mit einem zweistelligen Millionenbetrag plant der Eigentümer den Einzug einer Gastronomie, eines Museums und zudem Büros für eine Stiftung im Obergeschoss.

## Abbildungen
- Landhaus G. F. Baur. In: Staatsarchiv Hamburg. Deutsches Dokumentationszentrum für Kunstgeschichte - Bildarchiv Foto Marburg, 1945, abgerufen am 4. April 2022.
- Hamburg: Landhaus Baur (Katharinenhof), Mühlenberger Weg 33, Schnitt durch die Villa, Bauaufnahme 1944/45. In: Landesamt für Denkmalpflege Hamburg. Google Arts & Culture, 1944, abgerufen am 24. Februar 2024.
- Landhaus G. F. Baur, Stallungen. In: Staatsarchiv Hamburg. Deutsches Dokumentationszentrum für Kunstgeschichte - Bildarchiv Foto Marburg, 1945, abgerufen am 4. April 2022.[10]